# Danh sách xã thuộc tỉnh Lào Cai
Tính đến ngày 1 tháng 11 năm 2024, tỉnh Lào Cai có 151 đơn vị hành chính cấp xã, trong đó có 126 xã.
Dưới đây là danh các xã thuộc tỉnh Lào Cai hiện nay.
| Xã               | Trực thuộc         | Diện tích (km²) | Dân số (người) | Mật độ dân số (người/km²) | Thành lập |
| ---------------- | ------------------ | --------------- | -------------- | ------------------------- | --------- |
| A Lù             | Huyện Bát Xát      |                 |                |                           |           |
| A Mú Sung        | Huyện Bát Xát      |                 |                |                           |           |
| Bản Cái          | Huyện Bắc Hà       |                 |                |                           |           |
| Bản Cầm          | Huyện Bảo Thắng    |                 |                |                           |           |
| Bản Hồ           | Thị xã Sa Pa       | 115,11          |                |                           |           |
| Bản Lầu          | Huyện Mường Khương |                 |                |                           |           |
| Bản Liền         | Huyện Bắc Hà       |                 |                |                           |           |
| Bản Mế           | Huyện Si Ma Cai    |                 |                |                           |           |
| Bản Phiệt        | Huyện Bảo Thắng    |                 |                |                           |           |
| Bản Phố          | Huyện Bắc Hà       |                 |                |                           |           |
| Bản Qua          | Huyện Bát Xát      |                 |                |                           |           |
| Bản Sen          | Huyện Mường Khương |                 |                |                           |           |
| Bản Vược         | Huyện Bát Xát      |                 |                |                           |           |
| Bản Xèo          | Huyện Bát Xát      |                 |                |                           |           |
| Bảo Hà           | Huyện Bảo Yên      |                 |                |                           |           |
| Bảo Nhai         | Huyện Bắc Hà       |                 |                |                           |           |
| Cam Cọn          | Huyện Bảo Yên      |                 |                |                           |           |
| Cam Đường        | Thành phố Lào Cai  | 15,11           |                |                           |           |
| Cán Cấu          | Huyện Si Ma Cai    |                 |                |                           |           |
| Cao Sơn          | Huyện Mường Khương |                 |                |                           |           |
| Chiềng Ken       | Huyện Văn Bàn      |                 |                |                           |           |
| Cốc Lầu          | Huyện Bắc Hà       |                 |                |                           |           |
| Cốc Ly           | Huyện Bắc Hà       |                 |                |                           |           |
| Cốc Mỳ           | Huyện Bát Xát      |                 |                |                           |           |
| Cốc San          | Thành phố Lào Cai  | 19,06           |                |                           |           |
| Dần Thàng        | Huyện Văn Bàn      |                 |                |                           |           |
| Dền Sáng         | Huyện Bát Xát      |                 |                |                           |           |
| Dền Thàng        | Huyện Bát Xát      |                 |                |                           |           |
| Dìn Chin         | Huyện Mường Khương |                 |                |                           |           |
| Dương Quỳ        | Huyện Văn Bàn      |                 |                |                           |           |
| Điện Quan        | Huyện Bảo Yên      |                 |                |                           |           |
| Đồng Tuyển       | Thành phố Lào Cai  | 11,81           |                |                           |           |
| Gia Phú          | Huyện Bảo Thắng    |                 |                |                           |           |
| Hòa Mạc          | Huyện Văn Bàn      |                 |                |                           |           |
| Hoàng Liên       | Thị xã Sa Pa       | 69,03           |                |                           |           |
| Hoàng Thu Phố    | Huyện Bắc Hà       |                 |                |                           |           |
| Hợp Thành        | Thành phố Lào Cai  | 26,85           |                |                           |           |
| Khánh Yên Hạ     | Huyện Văn Bàn      |                 |                |                           |           |
| Khánh Yên Thượng | Huyện Văn Bàn      |                 |                |                           |           |
| Khánh Yên Trung  | Huyện Văn Bàn      |                 |                |                           |           |
| Kim Sơn          | Huyện Bảo Yên      |                 |                |                           |           |
| La Pan Tẩn       | Huyện Mường Khương |                 |                |                           |           |
| Làng Giàng       | Huyện Văn Bàn      |                 |                |                           |           |
| Liêm Phú         | Huyện Văn Bàn      |                 |                |                           |           |
| Liên Minh        | Thị xã Sa Pa       | 96,63           |                |                           |           |
| Lùng Cải         | Huyện Bắc Hà       |                 |                |                           |           |
| Lùng Khấu Nhin   | Huyện Mường Khương |                 |                |                           |           |
| Lùng Phình       | Huyện Bắc Hà       |                 |                |                           |           |
| Lùng Thẩn        | Huyện Si Ma Cai    |                 |                |                           |           |
| Lùng Vai         | Huyện Mường Khương |                 |                |                           |           |
| Lương Sơn        | Huyện Bảo Yên      |                 |                |                           |           |
| Minh Lương       | Huyện Văn Bàn      |                 |                |                           |           |
| Minh Tân         | Huyện Bảo Yên      |                 |                |                           |           |
| Mường Bo         | Thị xã Sa Pa       | 50,08           |                |                           |           |
| Mường Hoa        | Thị xã Sa Pa       | 18,12           |                |                           |           |
| Mường Hum        | Huyện Bát Xát      |                 |                |                           |           |
| Mường Vi         | Huyện Bát Xát      |                 |                |                           |           |
| Na Hối           | Huyện Bắc Hà       |                 |                |                           |           |
| Nàn Sán          | Huyện Si Ma Cai    |                 |                |                           |           |
| Nàn Sín          | Huyện Si Ma Cai    |                 |                |                           |           |
| Nậm Chạc         | Huyện Bát Xát      |                 |                |                           |           |
| Nậm Chày         | Huyện Văn Bàn      |                 |                |                           |           |
| Nậm Chảy         | Huyện Mường Khương |                 |                |                           |           |
| Nậm Dạng         | Huyện Văn Bàn      |                 |                |                           |           |
| Nậm Đét          | Huyện Bắc Hà       |                 |                |                           |           |
| Nậm Khánh        | Huyện Bắc Hà       |                 |                |                           |           |
| Nậm Lúc          | Huyện Bắc Hà       |                 |                |                           |           |
| Nấm Lư           | Huyện Mường Khương |                 |                |                           |           |
| Nậm Mả           | Huyện Văn Bàn      |                 |                |                           |           |
| Nậm Mòn          | Huyện Bắc Hà       |                 |                |                           |           |
| Nậm Pung         | Huyện Bát Xát      |                 |                |                           |           |
| Nậm Tha          | Huyện Văn Bàn      |                 |                |                           |           |
| Nậm Xây          | Huyện Văn Bàn      |                 |                |                           |           |
| Nậm Xé           | Huyện Văn Bàn      |                 |                |                           |           |
| Nghĩa Đô         | Huyện Bảo Yên      |                 |                |                           |           |
| Ngũ Chỉ Sơn      | Thị xã Sa Pa       | 80,52           |                |                           |           |
| Pa Cheo          | Huyện Bát Xát      |                 |                |                           |           |
| Pha Long         | Huyện Mường Khương |                 |                |                           |           |
| Phìn Ngan        | Huyện Bát Xát      |                 |                |                           |           |
| Phong Niên       | Huyện Bảo Thắng    |                 |                |                           |           |
| Phú Nhuận        | Huyện Bảo Thắng    |                 |                |                           |           |
| Phúc Khánh       | Huyện Bảo Yên      |                 |                |                           |           |
| Quan Hồ Thẩn     | Huyện Si Ma Cai    |                 |                |                           |           |
| Quang Kim        | Huyện Bát Xát      |                 |                |                           |           |
| Sán Chải         | Huyện Si Ma Cai    |                 |                |                           |           |
| Sàng Ma Sáo      | Huyện Bát Xát      |                 |                |                           |           |
| Sín Chéng        | Huyện Si Ma Cai    |                 |                |                           |           |
| Sơn Hà           | Huyện Bảo Thắng    |                 |                |                           |           |
| Sơn Hải          | Huyện Bảo Thắng    |                 |                |                           |           |
| Sơn Thủy         | Huyện Văn Bàn      |                 |                |                           |           |
| Tả Củ Tỷ         | Huyện Bắc Hà       |                 |                |                           |           |
| Tả Gia Khâu      | Huyện Mường Khương |                 |                |                           |           |
| Tả Ngài Chồ      | Huyện Mường Khương |                 |                |                           |           |
| Tả Phìn          | Thị xã Sa Pa       | 27,08           |                |                           |           |
| Tả Phời          | Thành phố Lào Cai  | 88,33           |                |                           |           |
| Tả Thàng         | Huyện Mường Khương |                 |                |                           |           |
| Tả Van           | Thị xã Sa Pa       | 67,90           |                |                           |           |
| Tả Van Chư       | Huyện Bắc Hà       |                 |                |                           |           |
| Tân An           | Huyện Văn Bàn      |                 |                |                           |           |
| Tân Dương        | Huyện Bảo Yên      |                 |                |                           |           |
| Tân Thượng       | Huyện Văn Bàn      |                 |                |                           |           |
| Tân Tiến         | Huyện Bảo Yên      |                 |                |                           |           |
| Thải Giàng Phố   | Huyện Bắc Hà       |                 |                |                           |           |
| Thái Niên        | Huyện Bảo Thắng    |                 |                |                           |           |
| Thanh Bình       | Huyện Mường Khương |                 |                |                           |           |
| Thanh Bình       | Thị xã Sa Pa       | 52,36           |                |                           |           |
| Thào Chư Phìn    | Huyện Si Ma Cai    |                 |                |                           |           |
| Thẩm Dương       | Huyện Văn Bàn      |                 |                |                           |           |
| Thống Nhất       | Thành phố Lào Cai  | 33,94           |                |                           |           |
| Thượng Hà        | Huyện Bảo Yên      |                 |                |                           |           |
| Tòng Sành        | Huyện Bát Xát      |                 |                |                           |           |
| Trì Quang        | Huyện Bảo Thắng    |                 |                |                           |           |
| Trịnh Tường      | Huyện Bát Xát      |                 |                |                           |           |
| Trung Chải       | Thị xã Sa Pa       | 50,04           |                |                           |           |
| Trung Lèng Hồ    | Huyện Bát Xát      |                 |                |                           |           |
| Tung Chung Phố   | Huyện Mường Khương |                 |                |                           |           |
| Vạn Hòa          | Thành phố Lào Cai  | 20,36           |                |                           |           |
| Việt Tiến        | Huyện Bảo Yên      |                 |                |                           |           |
| Vĩnh Yên         | Huyện Bảo Yên      |                 |                |                           |           |
| Võ Lao           | Huyện Văn Bàn      |                 |                |                           |           |
| Xuân Giao        | Huyện Bảo Thắng    |                 |                |                           |           |
| Xuân Hòa         | Huyện Bảo Yên      |                 |                |                           |           |
| Xuân Quang       | Huyện Bảo Thắng    |                 |                |                           |           |
| Xuân Thượng      | Huyện Bảo Yên      |                 |                |                           |           |
| Y Tý             | Huyện Bát Xát      |                 |                |                           |           |
| Yên Sơn          | Huyện Bảo Yên      |                 |                |                           |           |